# Дорније Do Y
Дорније Do Y  (нем. Dornier Do Y) је немачки тромоторни, вишеседи, висококрилни авион, потпуно металне конструкције који се користио између два и у току Другог светског рата.

## Пројектовање и развој
Дорније Do Y је други бомбардер конструисан у команији Дорние (Dornier Flugzeugwerke). Рад на конструисању авиона започео је 1930. године, a први лет прототипа (W. Nr. 232) је извршен 17. октобра 1931. После измена, дорада и отклањања недостатака авион је био завршен 1932. године.

## Технички опис
Авион Дорније Do Y (Дорније Do 15) је једнокрили, слободноносећи висококрилни, вишеседи тромоторни авион потпуно металне конструкције.
Труп авиона Do Y је био правоугаоног попречног пресека, Носећа структура трупа авиона је била направљена као монокок конструкција од дуралуминијума а облога од равног дуралуминијумског лима (ојачана уздужним укрућењима).
Погонска група се сатојала од три мотора. Два мотора су му уграђена у крила авиона а трећи се налази у гондоли која се налази изнад половине трупа. Авион је био опреман различитим ваздухом хлађеним радијалним моторима прво Bristol Jupiter IV који се показао недовољно снажним за овај авион па је замењен са Gnôme Rhône Jupiter 9Kers.
Конструкција крила је била од дуралуминијума а облоге статичког дела крила су биле обложене алуминијумским лимом. Покретни делови крила су такође имали конструкцију од дуралуминијума док им је облога била од импрегнираног платна. Репни делови вертикални и хоризонтални стабилизатори и кормила правца и висине су имали конструкцију од дуралуминијума а облогу од импрегнитаног платна. Хоризонтални стабилизатори су са паром упорница били ослоњени на труп авиона.
Стајни трап је био класичан фиксан са точковима и нископритисним гумама а амортизација је била помоћу уљних амортизера. На крају репа авиона налазио се трећи точак као трећа ослона тачка авиона, амортизација овог точка је била помоћу торзионе опруге.

### Варијанте авиона Дорније Do Y
Постојале су две варијанте овог авиона прва завршена 1932. и друга 1936. године. Касније је модел произведен 1936. године називан и Дорније Do 15.
- Do Y(1931) - има моторе Bristol Jupiter IV снаге 376 kW, распон крила 28,00 m, брзину 244 km/h и долет 1.100 km/h.
- Do 15(1936) - има моторе Gnôme Rhône Jupiter 9Kers снаге 462 kW, распон крила 26,50 m, брзину 300 km/h и долет 1.400 km/h[2].

## Земље које су користиле Авион Дорније Do Y
- Краљевина Југославија
- НДХ

## Оперативно коришћење
Произведено је 4 авиона овог типа и сви су продати Војном ваздухопловству Краљевине Југославије (ВВКЈ) где су коришћени као бомбардери, транспортни авиони и авиони за обуку пилота на вишемоторним авионима од 1932. до 1941. године. У Априлском рату Немци су заробили сва четири авиона један продали квислиншкој НДХ а остале уништили.